# Sztaravoda-patak
A Sztaravoda-patak a Visegrádi-hegység egyik legjelentősebb vízfolyása.

## Leírása
A patak a Visegrádi-hegységben, a Pilisszentlászlótól északra elhelyezkedő Pap-rét közelében ered, mintegy 320 méteres tengerszint feletti magasságban. A patak forrásától kezdve keleti irányban halad a Málnás-hegy és a Berseg-hegy között, majd a Nyerges-hegytől délre, az Ókúti-völgyön fut keresztül, és Szentendre területén torkollik a Szentendrei Duna-ágba.

## A Sztaravoda-forrás
A Szentendrei Szabadtéri Néprajzi Múzeum (Skanzen) közelében található a patak egyik ismert forrása.

## A patak által érintett települések
- Pilisszentlászló
- Szentendre